# Benjamin Gottlieb Faber
Benjamin Gottlieb Faber (ur. 7 lutego 1721 we Wrocławiu, zm. 18 marca 1779) – niemiecki lekarz i muzyk.

## Życiorys
Od 1740 do 1743 r. był chórzystą w kościele Marii Magdaleny we Wrocławiu wraz z Johannem Gottfriedem Fuldem i Johannem Christophem Altnickolem. Wraz z nimi przeniósł się w 1743 r. do Lipska, gdzie znaleźli się w otoczeniu Johanna Sebastiana Bacha, choć Faber podjął studia medyczne, Fulde teologiczne, a tylko Altnickol muzyczne. Faber uzyskał bakalaureat i licencjat z medycyny 6 września 1749 r. Faber był 6 października 1749 r. w imieniu Bacha na chrzcie jego wnuka. Od 1753 do 1783 r. pracował jako miejskie, a potem rejonowy lekarz w Wińsku koło Wrocławia.
Bach poświęcił mu jedną z kompozycji, Canon super Fa Mi a 7. post tempus musicus (BWV 1078) z 1 marca 1749 r., którą otwiera temat oparty na 4 nutach: fa, la, bes (si-♭), mi + znak repetycji, co w zapisie literowym oddawane jest jako F, A, B, E, (R). Dodatkowo na rękopisie znajduje się zapis dedykacji Domine Possessor. Fidelis Amici Beatum Esse Recordari, tibi haud ignotum: itaque. Bonae Artis Cultorem Habeas verum amlcum Tuum, w której zakodowano nazwiska Faber i Bach.